# 페이친위엔
페이친위엔(중국어 간체자: 费沁源, 정체자: 費沁源, 병음: Fèi Qìnyuán, 한자음: 비심원, 영어: Angelina Fei, 2001년 3월 20일 ~ )은 중국의 아이돌이자 가수, 배우이다. 중국의 걸 그룹 SNH48 Team HII의 일원이다. 소속사는 STAR48이다. 팬덤명은 「아이페이」 (爱妃／iFei)이며, 상징색은 「분홍색」 (粉色)이다.  

## 내력
2015년 7월 25일, SNH48 제2회 선발 총선거에서 SNH48 5기생 회원 중에 한 명으로 발표되었다. 12월 4일, Team XⅡ 1st Stage 「극장의 여신」 공연에서 SNH48 Team XⅡ의 멤버로 정식 극장 데뷔하였다.
2020년 3월 12일, 동영상 사이트 플랫폼 아이치이에서 주최한 걸 그룹 결성 프로젝트 서바이벌 《청춘유니 시즌 2》에 참가하였다. 5월 2일, 프로그램에서 탈락 되었다. 5월 30일, 프로그램을 끝마쳤다. 8월 15일, 「SNH48 Group 제7회 선발 총선거」에서 최종 순위 '14위'를 획득하였다. 10월 19일, SNH48 Group 28th EP 《F.L.Y 성장 3부작》에 선발되었다.

## 음악 작품

### SNH48 EP
| #    | 음반                                   | 참가 곡                                     | 참가 명의 | MV | 각주 |
| 11th | 《원동력》 (源动力)                    | 마미마미홍 (妈咪妈咪轰)                     | Team XⅡ   |    | 센터 |
| 12th | 《꿈의 섬》 (梦想岛)                   | 연애의 맛 (恋爱味道)                        | Team XⅡ   |    |      |
| 13th | 《공주의 망토》 (公主披风)             | 로맨틱 관계 (浪漫关系)                      | TOP32     | ★  |      |
| 13th | 《공주의 망토》 (公主披风)             | 네가 아니면 안돼 (非你不可))                | Team XⅡ   |    | 센터 |
| 14th | 《새해의 이 순간》 (新年这一刻)        | 새해의 이 순간 (新年这一刻)                 | 선발      | ★  |      |
| 14th | 《새해의 이 순간》 (新年这一刻)        | 종소리가 울린 후에는 낙원 (钟声过後是乐园)) | Team XⅡ   |    | 센터 |
| 15th | 《서로의 미래》 (彼此的未来)           | 당신들에게 (致每个你)                       | Team XⅡ   |    |      |
| 16th | 《여름의 레몬선》 (夏日柠檬船)         | 여름의 색 (夏之色)                          | Team XⅡ   |    | 센터 |
| 17th | 《나폴리의 여명》 (那不勒斯的黎明)     | 기억 속의 너와 나 (记忆中的你我)            | TOP48     | ★  |      |
| 18th | 《달콤한 축제》 (甜蜜盛典)             | 행운이 와 (好运来)                          | SNH48     | ★  |      |
| 19th | 《미래의 악장》 (未来的乐章)           | 미래의 악장 (未来的乐章)                    | 선발      | ★  |      |
| 19th | 《미래의 악장》 (未来的乐章)           | 나의 세계에 네가 있으니까 (我的世界还有你)) | SNH48     | ★  |      |
| 20th | 《숲의 법칙》 (森林法则)               | Sunrise                                     | SNH48     |    |      |
| 21st | 《마녀의 시》 (魔女的诗篇)             | 끝없는 화려함 (终无艳)                      | TOP32     | ★  |      |
| 25th | 《시간의 노래》 (时间的歌)             | 시간의 노래 (时间的歌)                      | TOP16     | ★  |      |
| 26th | 《청춘의 날개》 (青春之翼)             | 시간의 노래 (青春之翼)                      | 선발      | ★  |      |
| 28th | 《F.L.Y 성장 3부작》 (F.L.Y成长三部曲) | 그동안 잘 지냈니 (别来无恙)                 | TOP16     | ★  |      |

## 영상 작품

### 드라마
| 방영일          | 방송사      | 제목                                    | 배역                     | 각주 |
| 2016년 6월 27일 | 소후 비디오 | 《첩신교화》 (贴身校花) (Campus beauty) | 구빙아 (쥐빙얼) (瞿冰儿) | 조연 |

### 영화
| 개봉일          | 제목                                                                 | 배역                 | 각주      |
| 2019년 3월 15일 | 《선유기》 (仙游记) (Xian You Ji)                                    | 선토 (시엔투) (仙兔) | 메인 주연 |
| 2019년 3월 15일 | 《건괵풍운》 (巾帼风云) (Jin Guo Feng Yun)                           | 여포 (뤼포) (吕布)   | 서브 주연 |
| 미정            | 《실공·유령비차: 아웃 오브 컨트롤》 (失控·幽灵飞车) (Out Of Control) | 당소 (탕쑤) (唐苏)   | 조연      |

### 프로그램
| 일시                      | 방송사     | 제목                            | 각주   |
| 2016년 2월 10일－3월 13일 | 요우쿠     | 《국민미소녀》 (国民美少女)     | 참가자 |
| 2016년 7월 1일            | 선전위성TV | 《연대수》 (年代秀)             | 게스트 |
| 7월 23일                  | 후난위성TV | 《하일첨심》 (夏日甜心)         |        |
| 2017년 5월 18일           | 후난위성TV | 《중화문명지미》 (中华文明之美) |        |
| 2020년 3월 12일－5월 30일 | 아이치이   | 《청춘유니 시즌 2》             |        |